# Volver a verte (novela)
Volver a verte (título original en francés: Vous revoir, 2005) es una novela romántica del autor francés Marc Levy, continuación de Ojalá fuera cierto (Et si c'était vrai..., 2000).

## Argumento
Arthur, un joven arquitecto californiano, vuelve a San Francisco después de pasar una larga temporada en París. Sin embargo, durante todo este tiempo no ha conseguido olvidar a Lauren, el gran amor de su vida que le robó el corazón cuando, a raíz de un accidente, cayó en estado de coma. Gracias a la insistencia y la valentía de Arthur, Lauren siguió viviendo, a pesar de la opinión del doctor y de la madre de desenchufar los aparatos que la mantenían con vida. Éstos, avergonzados, le hicieron jurar que jamás confesaría la verdad a la joven, que no recuerda nada de aquellos meses. Arthur cumple su palabra, desaparece de su vida e intenta olvidarla. Cuando vuelve a San Francisco el destino hará que se reencuentren.